# Deneuille-les-Mines
Deneuille-les-Mines település Franciaországban, Allier megyében. Lakosainak száma 352 fő (2022. január 1.). Deneuille-les-Mines Bizeneuille, Doyet, Saint-Angel, Sauvagny és Villefranche-d’Allier községekkel határos.

## Népesség
A település népességének változása:
| Lakosok száma | 423  | 347  | 338  | 342  | 356  | 363  | 362  | 360  | 359  | 352  |
|               | 1968 | 1982 | 1990 | 2006 | 2013 | 2015 | 2017 | 2019 | 2020 | 2022 |